# ويمبلي أرينا

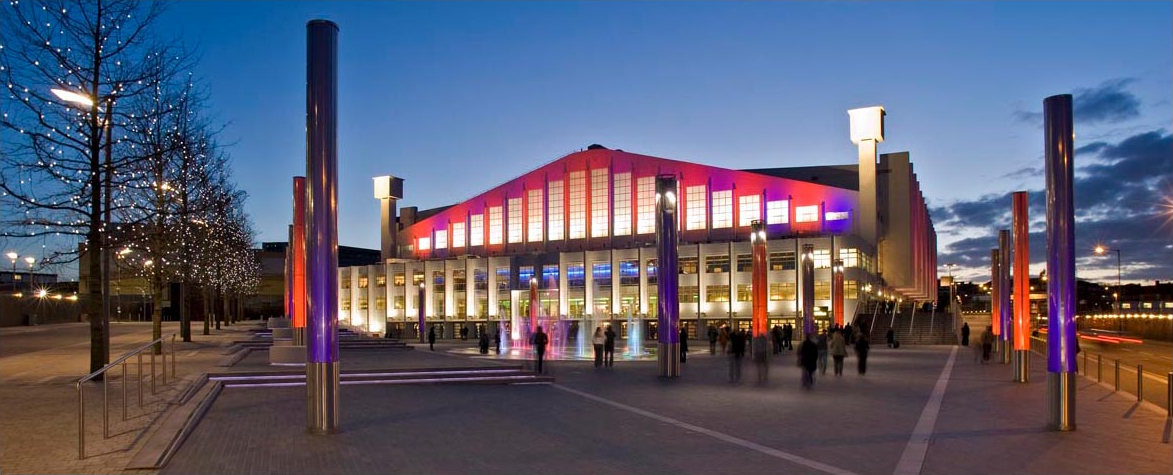

ساحة ويمبلي هي ساحة داخلية في ويمبلي، لندن، المملكة المتحدة، المبنى موجود في الساحة المقابلة لإستاد ويمبلي، بنيت هذه الساحة في عام 1934 من قبل السير آرثر إلفين وكانت مخصصة للألعاب الأمبراطورية البريطانية، ويوجد في هذه الساحة مسبح وسمي بمسبح الأمبراطورية، استعمل المسبح للألعاب الأولمبية الصيفية 1948، الساحة تُستعمل أيضاً للأحداث الموسيقية و الكوميدية و الترفيه العائلي و للرياضة.